# 异穗卷柏
异穗卷柏（学名：Selaginella heterostachys），又名姬卷柏，为卷柏科卷柏属下的一个种。

## 扩展阅读
- 維基物種上的相關：异穗卷柏